# Dicranomyia (Dicranomyia) ligayai
Dicranomyia (Dicranomyia) ligayai is een tweevleugelige uit de familie steltmuggen (Limoniidae). De soort komt voor in het Oriëntaals gebied.